# Lilla Klingen
Lilla Klingen är en sjö i Norbergs kommun i Västmanland och ingår i Norrströms huvudavrinningsområde.